# Direction régionale de l'Environnement

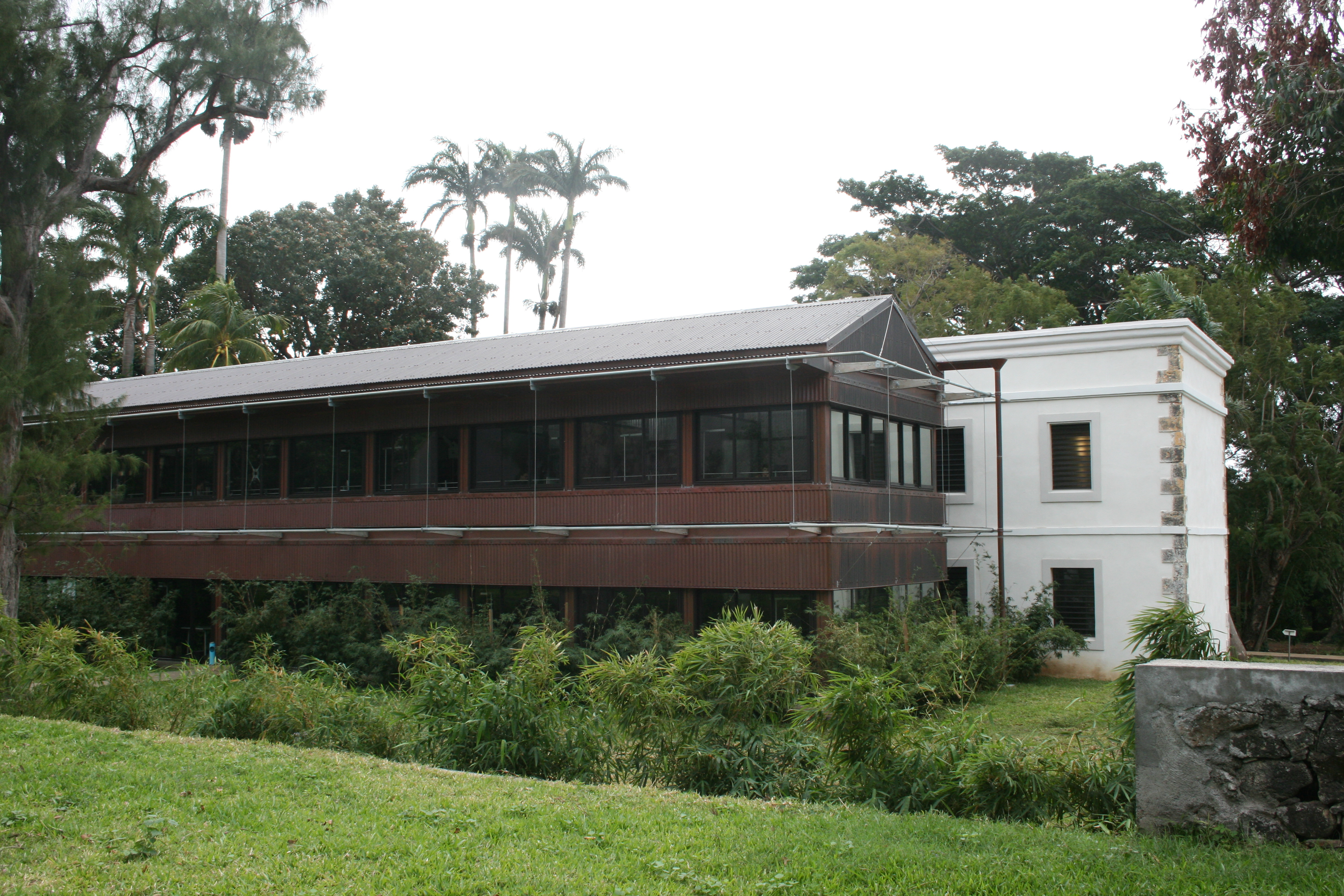
Le siège de la DIREN à Saint-Denis (12 allée de la Forêt) est devenu un des sites de la DEAL de La Réunion,.

En France, les directions régionales de l'Environnement (DIREN) étaient des services déconcentrés de l'État français qui, sous l'autorité du préfet de région et des préfets de département, exerçaient certaines des attributions relevant du ministère de l'Écologie, de l'Énergie, du Développement durable et de la Mer (MEEDDM).

## Historique
Les 26 DIREN, une par régions françaises métropolitaines et d'outre-mer, ont été créées en 1991 à la suite de la fusion des délégations régionales à l'Architecture et à l'Environnement (DRAE), des services régionaux d'aménagement des eaux, des délégations de bassin et des services hydrologiques centralisateurs.
Entre 2009 et 2011, la réorganisation du MEEDDM a conduit à la création de nouvelles directions régionales : les directions régionales de l'Environnement, de l'Aménagement et du Logement (DREAL) par fusion des directions régionales de l'Équipement (DRE), des directions régionales de l'Industrie, de la Recherche et de l'Environnement (DRIRE) et des DIREN dans chaque région.

## Missions
Les missions des DIREN étaient les suivantes :
- organiser, coordonner et, le cas échéant, assurer le recueil, le regroupement, l'exploitation et la diffusion de l'ensemble des données et des connaissances relatives à l'environnement ;
- participer à la définition et à la mise en œuvre des méthodes d'étude, d'aménagement, de gestion et de protection des milieux naturels et de leurs ressources, en veillant à l'adaptation de ces méthodes aux conditions régionales ;
- évaluer les besoins en eau ainsi qu'élaborer et suivre les documents de planification dans le domaine des eaux superficielles, souterraines et des milieux aquatiques ;
- coordonner l'action des services extérieurs chargés de la cartographie des risques naturels majeurs et de l'information sur ces risques ;
- émettre des avis sur certaines études d'impact et veiller à une bonne insertion des grands équipements dans le milieu environnant ;
- faire appliquer des législations relatives à l'eau, à la protection des sites, à la protection de la nature, aux études d'impact, à la publicité et aux enseignes et à la protection des paysages, notamment pour le littoral et la montagne, et, en lien avec les services départementaux de l'Architecture et du Patrimoine (SDAP) et les directions régionales des Affaires culturelles (DRAC), à celles relatives à l'architecture et à la protection et à la mise en valeur du patrimoine architectural et urbain ;
- assurer des missions d'inspection et de police relatives à la mise en œuvre de mesures de protection ;
- participer à la formation du conseil scientifique régional du patrimoine naturel de la région et en assurer le secrétariat ;
- instruire les demandes d'autorisation de travaux dans les sites inscrits et classés et rapporter devant la commission départementale de la nature, des paysages et des sites (CDNPS), réunie en formation « sites et paysages », les dossiers qui lui sont soumis ;
- instruire les affaires relatives aux réserves naturelles et aux biotopes protégés qui sont examinées par la commission départementale de la nature, des paysages et des sites réunie en formation « nature » ;
- rapporter devant la CDNPS les projets d'ouverture à l'urbanisation des espaces proches du rivage, tels que les prévoient les articles L. 146-4, alinéa 2, et L. 146-6 du code de l'urbanisme.